# Iz zjizni natjalnika ugolovnogo rozyska
Iz zjizni natjalnika ugolovnogo rozyska (russisk: Из жизни начальника уголовного розыска) er en sovjetisk spillefilm fra 1983 af Stepan Putjinjan.

## Medvirkende
- Kirill Lavrov som Malytj Ivan Konstantinovitj
- Leonid Filatov som Stepan Petrovitj Slepnjov
- Jelena Proklova som Natalija Petrovna Slepnjova
- Natalia Gontuar som Anetjka Slepnjova
- Aleksandr Prodan som Kolja Slepnjov